# Каиапои
Каиапо́и (маори Kaiapoi) — город в регионе Кентербери на Южном острове Новой Зеландии, расположенный неподалёку от устья реки Уаимакарири, примерно в 17 километрах к северу от Крайстчерча.
Каиапои расположен в округе Уаимакарири. По данным переписи 2013 года, население города составляло 10 857 человек.
Каиапои значительно пострадал во время землетрясения 2010 года, разрушившего множество жилых и офисных зданий, и сделавшего их непригодными для эксплуатации.

## История
Каиапои получил своё название от маорийского укреплённого поселения маори Kaiapoi pā, которое было построено к северу от нынешнего города примерно в 1700 году. На месте бывшей крепости племени Уаитаха его основал вождь племени Нгаи Таху, Туракаутахи. Со временем оно стало самым крупным укреплённым поселением маори на Южном острове, а Нгаи Таху переняли традиции племени Уаитаха. Туракаутахи был вторым сыном Туахурири, а хапу (часть племени), проживающее здесь, называлось соответственно Нгаи Туахурири. Выбирая место для укреплённого поселения, Туракаутахи повелел, чтобы kai (еда и ресурсы) были poi (доставлены) сюда из других поселений, отсюда и сложилось название поселения — Kaiapoi.

### Конфликт с Те Раупараха
Поселение маори часто ошибочно называют Kaiapohia, что фактически оскорбляет местное племя Нгаи Туахурири, чьи предки погибли в противостоянии с Те Раупараха и его союзниками из племени Нгати Тоа в 1832 году. Первые нападения на Нгаи Таху произошли в Каикоуре в 1827—1828 годах. В записях племени Нгаи Таху говорится о том, что представители племени Нгати Кури из Каикоуры спустились на пляж, чтобы поприветствовать своих родственников, хапу (род) Ту-те-пакихи-ранги из племени Нгати Кахунгуну, которых они ждали в гости. Вместо этого они увидели флот из каноэ племени Нгати Тоа, вооружённого мушкетами. Нгати Тоа напали на них и убили. Те Раупараха со своими племенами затем посетил Нгаи Таху в Каиапои, и предложил мушкеты в обмен на поунаму. Люди из Каиапои скоро узнали о нападении на своих родственников в Каикоура, а воин племени Нгапухи, живший с племенем Нгаи Таху в Каиапои, подслушал, как лидер Нгати Тоа планировал нападение на следующее утро. Уже возмущённый осквернением могилы недавно умершей тёти, Те Маихарануи приказал нанести ответный удар на следующий день. Главные лидеры Нгати Тоа, в том числе Те Пехи Купе были убиты. Единственным выжившим лидером Нгати Тоа был Те Раупараха. Он вернулся на остров Капити и захотел отомстить. В начале ноября 1830 года, он убедил капитана Джона Стюарта с брига «Элизабет» спрятать его и его воинов на борту. Затем они посетили племя Нгаи Таху в Акароа под предлогом торговли льном. Капитан Стюарт убедил Те Маихарануи с женой и дочерью подняться на борт брига и спуститься в трюм, где их поджидали Те Раупараха со своими людьми. Люди Те Раупараха затем уничтожили поселение Те Маихарануи, Такапунеке. Бриг вернулся на Капити, Те Маихарануи и его семья остались в плену.
Говорится, что не пожелав видеть дочь пленной, Те Маихарануи задушил её и бросил за борт. Те Раупараха затем передал Те Маихарануи жене вождя племени Нгати Тоа, которая убила Те Маихарануи и его жену медленными пытками.
Те Раупараха затем летом 1831—1832 года возглавил отряд, напавший на Нгаи Таху в Каиапои. Нгаи Таху, не имея ружей для отражения вооруженных Нгати Тоа, приняли оборонительную стратегию и надеялись, что Нгати Тоа не смогут проникнуть за окружающие поселение деревянные частоколы. Последовавшая за этим осада продолжалась в течение трёх месяцев. Тем не менее, во время стычки между двумя племенами укрытия загорелись. Это позволило воинам Нгати Тоа войти в деревню, захватить её лидеров и убить людей. Нгати Тоа затем напали на племена полуострова Банкс, захватив главный форт на Онаве, в гавани Акароа.

### Европейское поселение
Одним из первых европейских поселенцев в Каиапои считается Александр Бакстер (англ. Alexander Baxter). В 1851 году он построил хижину, на месте которой затем было построено здание администрации Каиапои. В ведении Бакстера находилась паромная переправа через реку Уаимакарири, находившаяся напротив его дома. К 1854 году здесь работал магазин, торгующий шерстью, магазин со смешанным ассортиментом, отель и строились 13 домов. В 1858 году был возведён первый мост через реку Уаимакарири.
Каиапои стало популярным среди путешественников, пастухов, фермеров и моряков, которые приезжали сюда за шерстью. Одним из первых поселенцев был также Джордж Генри Блэкуэлл (англ. George Henry Blackwell). Он открыл свой первый магазин со смешанным ассортиментом в Каиапои в 1871 году, и был мэром поселения с 1879 по 1881 годы. Первый отрез твидовой ткани был продан в магазине Блэкуэлла в 1878 году. Этот магазин работает в Каиапои до сих пор. В результате землетрясения 2010 года здание магазина получило серьёзные повреждения. Магазин фактически был отстроен заново и в ноябре 2013 года вновь стал доступен для покупателей.

## Физико-географическая характеристика

### Географическое положение
Каиапои расположен неподалёку от устья реки Уаимакарири, примерно в 17 километрах к северу от Крайстчерча. Географические координаты: 43°22′54″ ю. ш. 172°39′26″ в. д..
Каиапои также известен как «Речной Город», так как он расположен на реке Каиапои, проходящей через центр города и впадающей в реку Уаимакарири. Поначалу она была основным притоком Уаимакарири, но обширное наводнение привело к тому, что основным стал Южный приток Уаимакарири.
В статистических целях город делится на несколько районов по географическому признаку: северо-западный Каиапои, северо-восточный, восточный, западный, южный. Кроме того, в состав Каиапои входят районы Пайнс-Каираки, Камсайд, Кортни, Мансфилд и Силверстрим.

### Климат
Город находится в зоне умеренно тёплого климата с равномерным увлажнением. По Классификации климатов Кёппена Каиапои относится к климату Cfb. В течение года в Каиапои выпадает значительное количество осадков в виде дождя. Годовая норма осадков — 629 мм. Самый сухой месяц — февраль, с нормой выпадения осадков 42 мм. Наибольшее количество осадков выпадает в июле (норма — 67 мм). Разница в норме выпадения осадков между самым сухим и самым влажным месяцами достигает 25 мм.
Среднегодовая температура в Каиапои — 12,0 °C. Самый тёплый месяц в году — январь, со средней температурой 17,0 °C. Среднемесячная температура июля — 6,4 °C. Это наименьшая среднемесячная температура в году. Среднемесячная температура в течение года колеблется в пределах 10,6 °C.
| Показатель                    | Янв. | Фев. | Март | Апр. | Май  | Июнь | Июль | Авг. | Сен. | Окт. | Нояб. | Дек. | Год  |
| ----------------------------- | ---- | ---- | ---- | ---- | ---- | ---- | ---- | ---- | ---- | ---- | ----- | ---- | ---- |
| Средний суточный максимум, °C | 22,0 | 21,7 | 19,9 | 17,2 | 14,2 | 11,5 | 10,9 | 12,1 | 14,5 | 16,8 | 18,7  | 20,6 | 16,7 |
| Средняя температура, °C       | 17,0 | 16,8 | 15,2 | 12,5 | 9,5  | 7,0  | 6,4  | 7,6  | 9,9  | 12,0 | 13,8  | 15,7 | 12,0 |
| Средний суточный минимум, °C  | 12,1 | 12,0 | 10,6 | 7,9  | 4,9  | 2,5  | 2,0  | 3,2  | 5,3  | 7,2  | 9,0   | 10,9 | 7,3  |
| Норма осадков, мм             | 48   | 42   | 58   | 58   | 59   | 50   | 67   | 60   | 42   | 49   | 48    | 48   | 629  |
| Источник: .                   |      |      |      |      |      |      |      |      |      |      |       |      |      |

## Население
Каиапои является вторым крупнейшим городом округа Уаимакарири по численности населения после Рангиоры. По данным переписи населения 2013 года городская англомерация Каиапои насчитывала 10 857 постоянных жителей, на 1230 человек меньше, чем насчитывалось по данным переписи населения 2006 года. В 2011 году вследствие землетрясения перепись населения в Новой Зеландии была отменена и перенесена на 2013 год.
| Численность населения Каиапои, человек |                    |                    |                    |
| Район                                  | Перепись населения | Перепись населения | Перепись населения |
| Район                                  | 2001               | 2006               | 2013               |
| 586001 Camside                         | 21                 | ↘12                | ↗24                |
| 586002 Pines-Kairaki Beach             | 672                | ↗711               | ↘483               |
| 586403 Kaiapoi South                   | 2070               | ↗2199              | ↘2052              |
| 586404 Mansfield                       | 1959               | ↗1965              | ↘1842              |
| 586405 Courtenay                       | 582                | ↗873               | ↘471               |
| 586407 Kaiapoi East                    | 2232               | ↗2256              | ↘918               |
| 586408 Kaiapoi North West              | 1248               | ↗1263              | ↗1395              |
| 586409 Kaiapoi North East              | 237                | ↗813               | ↗1485              |
| 586501 Clarkville                      | 792                | ↗972               | ↗1137              |
| 586503 Kaiapoi West                    | 1098               | ↘1023              | ↗1050              |
| Итого:                                 | 10 911             | ↗12 087            | ↘10 857            |

## Местные органы власти
Каиапои получил статус города в 1857 году по постановлению совета провинции Кентербери. Каиапои находился под юрисдикцией провинциальных органов власти до выборов в Дорожное управление Каиапои в 1864 году. В октябре 1864 года Каиапои был объявлен муниципальным округом, а первое заседание муниципального совета состоялось 1 декабря 1864 года.
В июне 1868 года Каиапои получил статус боро, а 11 июня на собрании городского совета состоялись первые выборы мэра. На выборах баллотировались два кандидата — Мэттью Холл (англ. Matthew Hall) и Чарльз Дадли (англ. Charles Dudley). Кандидаты набрали примерно равное количество голосов, но Мэттью Холл, как председатель городского совета, использовал своё право голоса и стал первым мэром Каиапои. Дадли стал первым секретарём городского совета. Членами первого совета боро Каиапои были: Холл (мэр), Орам, Керр, Баддл, Ньюнэм, Дадли, Портер, Миддлтон и Бёрч.
Совет боро Каиапои действовал до 1989 года, когда произошло объединение местных органов власти нескольких населённых пунктов и был образован Совет округа Уаимакарири. Совет боро Каиапои неохотно согласился на это объединение. Последним мэром от совета боро Каиапои был Гектор МакАллистер (англ. Hector McAllister), а последним секретарём городского совета был Гэри Саундерс (англ. Gary Saunders).
Должность мэра от совета боро Каиапои в разные годы занимали:
| Годы      | Мэр                                   |
| 1868      | Мэттью Холл (англ. Matthew Hall)      |
| 1869      | Дж. Портер (англ. J C Porter)         |
| 1870      | Т. Ньюнэм (англ. T Newnham)           |
| 1870—1871 | К. Дадли (англ. C Dudley)             |
| 1872—1876 | Э. Керр (англ. E G Kerr)              |
| 1877—1888 | Дж. Эллен (англ. J W Ellen)           |
| 1879—1881 | Дж. Блэкуэлл (англ. G H Blackwell)    |
| 1882      | К. Смит (англ. C Smith)               |
| 1883      | Э. Парнэм (англ. E Parnham)           |
| 1884—1887 | Р. Мур (англ. R Moore)                |
| 1888—1890 | К. Хансен (англ. C Hansen)            |
| 1891      | Р. Блейкли (англ. R Blakeley)         |
| 1882—1893 | У. Даблдей (англ. W Doubleday)        |
| 1884—1896 | Э. Фелдвик (англ. E Feldwick)         |
| 1897      | У. Даблдей (англ. W Doubleday)        |
| 1898      | Дж. Уилсон (англ. J L Wilson)         |
| 1899—1901 | Э. Фелдвик (англ. E Feldwick)         |
| 1902—1904 | Дж. Дали (англ. J Daley)              |
| 1905—1906 | А. Пирс (англ. A Pearce)              |
| 1907—1911 | Дж. Блэкуэлл (англ. J H Blackwell)    |
| 1912—1914 | Р. Вайли (англ. R Wylie)              |
| 1915      | Дж. Барнард (англ. J W Barnard)       |
| 1916—1923 | Дж. Блэкуэлл (англ. J H Blackwell)    |
| 1924—1927 | Г. Макинтош (англ. H McIntosh)        |
| 1928—1929 | Г. Ревелл (англ. H C Revell)          |
| 1930—1941 | У. Викери (англ. W H A Vickery)       |
| 1942—1944 | Э. Грей (англ. E Gray)                |
| 1945—1947 | У. Викери (англ. W H A Vickery)       |
| 1948—1950 | К. Уильямс (англ. C M Williams)       |
| 1951—1953 | Г. Хиллс (англ. H O Hills)            |
| 1954—1957 | Н. Кёрк (англ. N У Kirk).             |
| 1957—1959 | К. Уильямс (англ. C T Williams)       |
| 1960—1965 | О. Уильямс (англ. O M Williams)       |
| 1965—1971 | Г. Хиллс (англ. H O Hills)            |
| 1971—1980 | Б. Уильямс (англ. B O Williams)       |
| 1960—1986 | Г. Камберленд (англ. H Cumberland)    |
| 1986—1989 | Г. Макаллистер (англ. H G McAllister) |

Совет округа Уаимакарири был образован в октябре 1989 года в результате реформы местного самоуправления и объединения органов власти округа Рангиора, боро Каиапои, округа Оксфорд, округа Эйр и части округа Хурунуи. Первым мэром от совета округа Уаимакарири был Тревор Инч, бывший до этого мэром от окружного совета Рангиоры и председателем совета округа Рангиоры.
Округ Уаимакарири был разделён на 4 избирательных округа, с представителем от каждого из них в окружном совете. Свои общественные советы получили Каиапои, Рангиора, Вуденд-Эшли. Округ Оксфорд-Эйр находится в ведении попечительского консультативного совета.
Мэрами окружного совета Уаимакарири в разные годы были:
| Годы      | Мэр                               |
| 1989—1995 | Тревор Инч (англ. Trevor Inch)    |
| 1995—2001 | Дженис Скурр (англ. Janice Skurr) |
| 2001—2007 | Джим Герард (англ. Jim Gerard)    |
| 2007—2010 | Рон Китинг (англ. Ron Keating)    |
| с 2010    | Дэвид Эйерс (англ. David Ayers)   |

## Коммерческие предприятия
Каиапои был хорошо известен благодаря трикотажной фабрике в ведении Компании шерстяных мануфактур Каиапои, и многие шерстяные изделия, произведённые на этой фабрике всё ещё можно найти по всему миру.
Крупным работодателем в городе был и местный мясокомбинат.

## Образование
В Каиапои расположены пять школ: три начальные школы, средняя школа и колледж для молодых родителей.
- Школа боро Каиапои (англ. Kaiapoi Borough School) — государственная полная начальная школа (1-й — 8-й классы), в которой по состоянию на июль 2014 года занимались 372 ученика. Директор школы — Эшли Майндональд (англ. Ashley Maindonald)[23].
- Школа северного Каиапои (англ. Kaiapoi North School) — государственная полная начальная школа, открывшаяся в 1962 году. По состоянию на июль 2014 года в ней занимались 424 ученика. Директор школы — Джейсон Майлс (англ. Jason Miles)[24].
- Школа святого Патрика (англ. St Patrick's School) — государственная интегрированная полная начальная католическая школа. По состоянию на июль 2014 года в ней занимались 113 учеников. Директор школы — Тереза Колман (англ. Therese Coleman)[25].
- Каиапойская средняя школа[англ.] (англ. Kaiapoi High School) — государственная школа старших классов (9-й — 13-й годы обучения). Была открыта в 1972 году. По состоянию на июль 2014 года её посещал 681 учащийся. Директор школы — Брюс Кирни (англ. Bruce Kearney)[26].
- Колледж для молодых родителей Каранга-Маи (англ. Karanga Mai Young Parents College) — учебное заведение для молодых родителей, прикреплённое к Каиапойской средней школе. Было открыто в 1992 году[27].

## Отдых
В Каиапои есть много объектов и парков для спорта и отдыха. На окраине города находится трасса спидвея Woodford Glen Speedway, штаб-квартира скаутов, и оздоровительный клуб гребли. Каиапои представлен во всех разновидностях регби. База регби-клуба Каиапои находится в парке Каиапои, а команда Northern Bulldogs, играющая в местной лиге Кентербери базируется в Мёрфи-парке на берегу реки Каиапои. Kaiapoi Bulldogs выиграли свой первый титул в премьер-лиге в 2007 году, в юбилейном для клуба пятидесятом сезоне.
В Каиапои находится фабрика мебели Blakeley's, универмаг Blackwell's (разрушен в результате землетрясения 2010 года, восстановлен в 2012 году) и круглая ротонда. Она была перенесена с южного берега реки, где она находилась напротив Клуба рабочих Каиапои (где однажды выступал Говард Моррисон), в парк напротив, и была размещена около детского сада Каиапои. Там же находятся кукольная больница, школа Каиапои-Норт, высшая школа Каиапои и причал шхуны-музея MV Tuhoe.
В Каиапои расположена самая старая церковь региона Кентербери, известная как Церковь святого Бартоломея. За углом от этой церкви, на Сьюэлл-стрит находится большой белый деревянный дом, в котором собирались пресвитерианцы.

## Транспорт
Государственное шоссе 1, являющееся здесь автомагистралью, проходит к западу от города. На протяжении многих лет Государственное шоссе 1 проходило через город, по главной улице. В 1967 году на этом участке была построена Северная автомагистраль Крайстчерча. Главная северная линия железной дороги проходит через Каиапои, который был узловой станцией на ветке Эйретон, проходившей к западу от Каиапои до Западного Эйретона. Эта железнодорожная ветка была открыта в 1875 году, и полностью закрыта в апреле 1965 года.

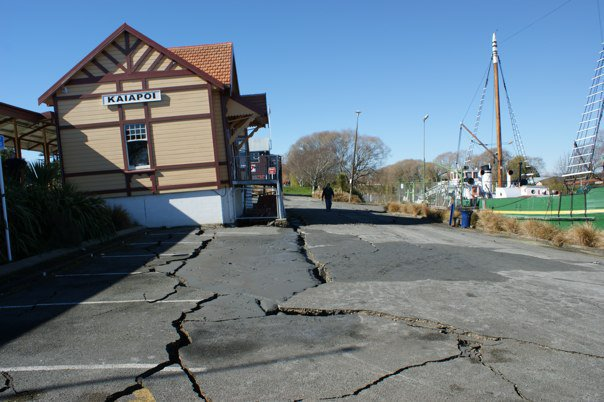
Железнодорожная станция Каиапои после землетрясения в сентябре 2010 года

До строительства моста через реку Уаимакарири, на ней был расположен порт, служивший важной точкой при перевозке грузов на пути в Крайстчерч. Речные порты постепенно отмирали в середине XX века, однако работа порта возобновлялась в период между 1958 и 1967 годами, что позволяло мелким кораблям следовать в обход перегруженных причалов Литтелтона.